# Vittoria Colonna

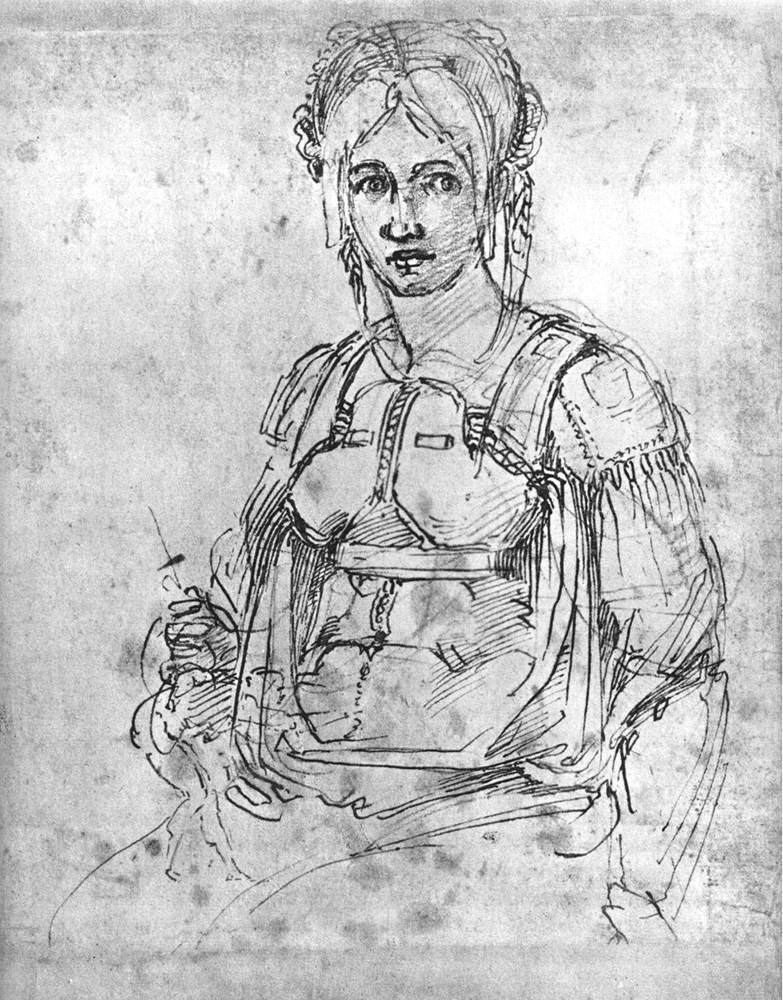
La marquesa de Pescara, por Miguel Ángel.

Vittoria Colonna (Marino, abril de 1490 – Roma, 25 de febrero de 1547), marquesa de Pescara, fue una poetisa e influyente intelectual del Renacimiento italiano.

## Biografía
Era hija de Fabrizio Colonna, de la noble familia romana de los Colonna, y de Agnese di Montefeltro, descendiente de la familia ducal de Urbino. Los Colonna, aliados de la familia Dávalos, concertaron el matrimonio de Vittoria con Francisco Fernando de Ávalos, noble napolitano de origen español, cuando era todavía una niña. Vittoria y Francesco se casaron el 27 de diciembre de 1509 en Ischia, en el Castillo Aragonés. Aunque el matrimonio había sido dispuesto para servir a los intereses de sus respectivas familias, resultó bien desde el punto de vista sentimental. Sin embargo, no pudieron pasar mucho tiempo en Ischia, donde se habían establecido, ya que Francesco Ferrante debió partir a la guerra, a las órdenes de su suegro, para combatir a favor de España contra Francia. Fue hecho prisionero en la batalla de Rávena, en 1512, y deportado a Francia. Durante el tiempo en que Francesco fue prisionero, él y su esposa mantuvieron una apasionada correspondencia.
Más adelante se convirtió en oficial del ejército de Carlos V y fue gravemente herido en la batalla de Pavía, el 24 de febrero de 1525. Vittoria corrió a reunirse con él en Milán, pero antes de llegar le sorprendió la noticia de su fallecimiento en Viterbo.
Cayó en una depresión, llegando incluso a pensar en el suicidio, pero la superó con la ayuda de sus amigos. Durante esta época escribió sus Rimas espirituales. Tomó la decisión de retirarse a un convento en Roma, e hizo amistad con varios eclesiásticos que trataban de impulsar una corriente reformista dentro de la Iglesia católica, entre los cuales se encontraba el español Juan de Valdés.
Poco después, su hermano Ascanio I Colonna tuvo un conflicto con el papa Clemente VII. Vittoria se trasladó a Marino, y luego a Ischia, tratando de mediar en el conflicto. Este desplazamiento evitó que sufriese en propia carne las vicisitudes del Saco de Roma, en 1527, aunque contribuyó a sus propias expensas a ayudar a la población y a rescatar prisioneros. Volvió a Roma en 1531, y en 1535 conoció a Pietro Carnesecchi, con el que entabló una relación de amistad. Poco después decidió viajar a Tierra Santa, para lo cual se trasladó a Ferrara, en 1537, en espera de obtener el permiso del Papa, con la intención de embarcarse en Venecia. Sin embargo, no llegó a partir, a causa de su mala salud. En Ferrara, ayudó a establecer un monasterio de capuchinos, a instancias de Bernardino Ochino, quien después se haría protestante.
En 1539 regresó a Roma, donde entabló una apasionada amistad con Miguel Ángel Buonarroti, quien la estimó enormemente, y sobre el cual tuvo una gran influencia. Miguel Ángel le dedicó varios de sus sonetos y la retrató en numerosos dibujos.
En 1541 su hermano volvió a tener un enfrentamiento con el papa, ahora Paulo III, y llevó a cabo un levantamiento contra el mismo que fracasó. Vittoria se trasladó entonces a Viterbo, donde conoció al cardenal Reginald Pole. En 1544 regresó a Roma, donde la sorprendió la muerte en el convento de San Silvestre, lo cual probablemente le ahorró algún disgusto con la Inquisición, ya que desde el año siguiente sus amigos eclesiásticos fueron objeto de investigación.
Entre sus amigos se contaron ilustres literatos, como Pietro Bembo, Luigi Alamanni y Baltasar de Castiglione. Tuvo también una estrecha relación con reformadores, como Pietro Camesecchi, Juan de Valdés y Bernardino Ochino.
Su obra literaria comprende poemas de amor, dedicados a su marido, las Rimas, subdivididas en Rimas amorosas y Rimas espirituales, inspiradas en el estilo de Francesco Petrarca, y composiciones en prosa de tema religioso, entre las cuales están el Pianto sulla passione di Cristo y la Orazione sull’Ave Maria. Sus obras se imprimieron por primera vez en Parma en 1538, pero poco después aparecieron nuevas ediciones: en Florencia y Venecia, respectivamente.

## LaCrucifixiónde Miguel Ángel

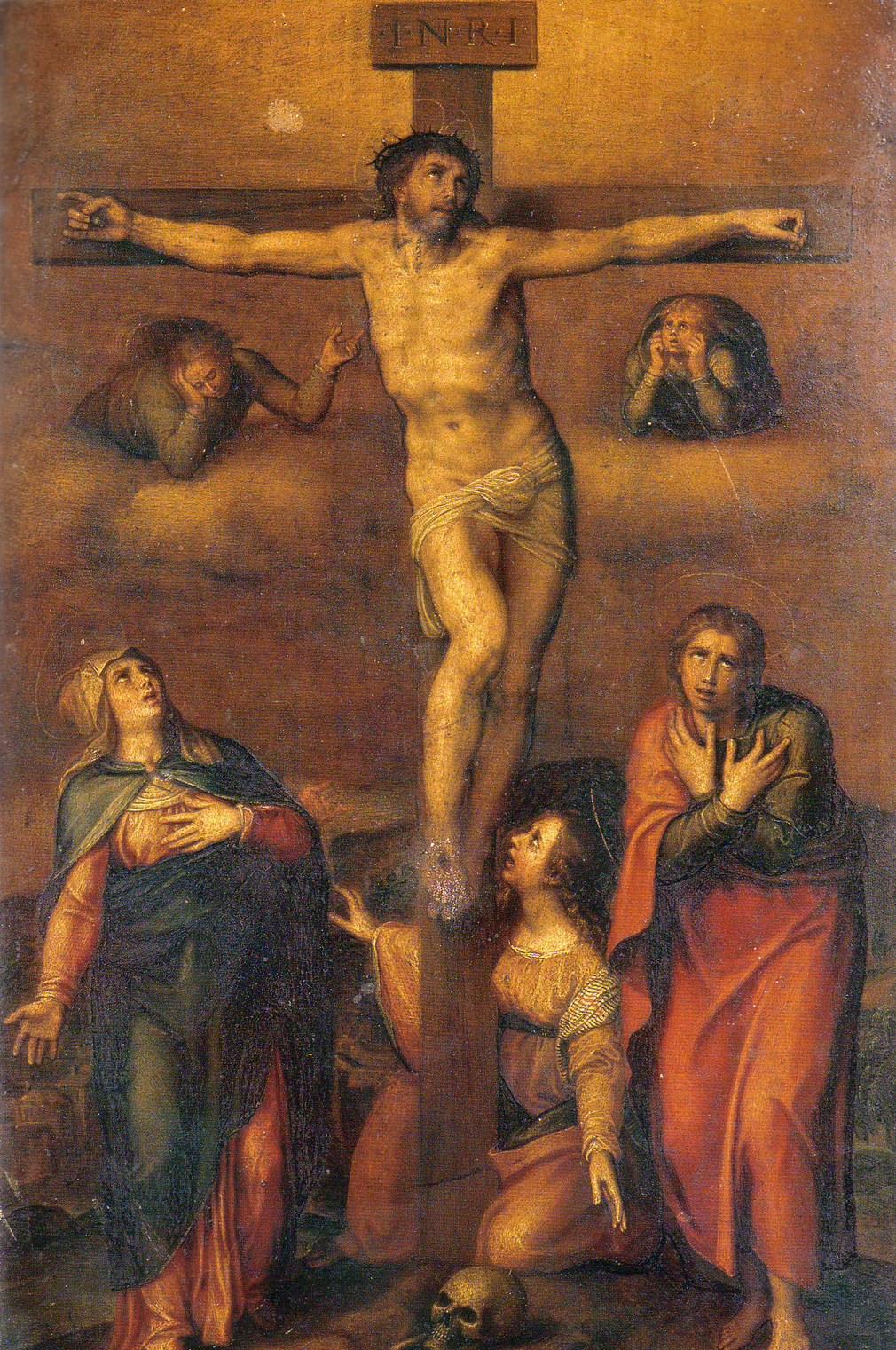
Copia de la Crucifixión pintada por Miguel Ángel Buonarroti para Vittoria Colonna.

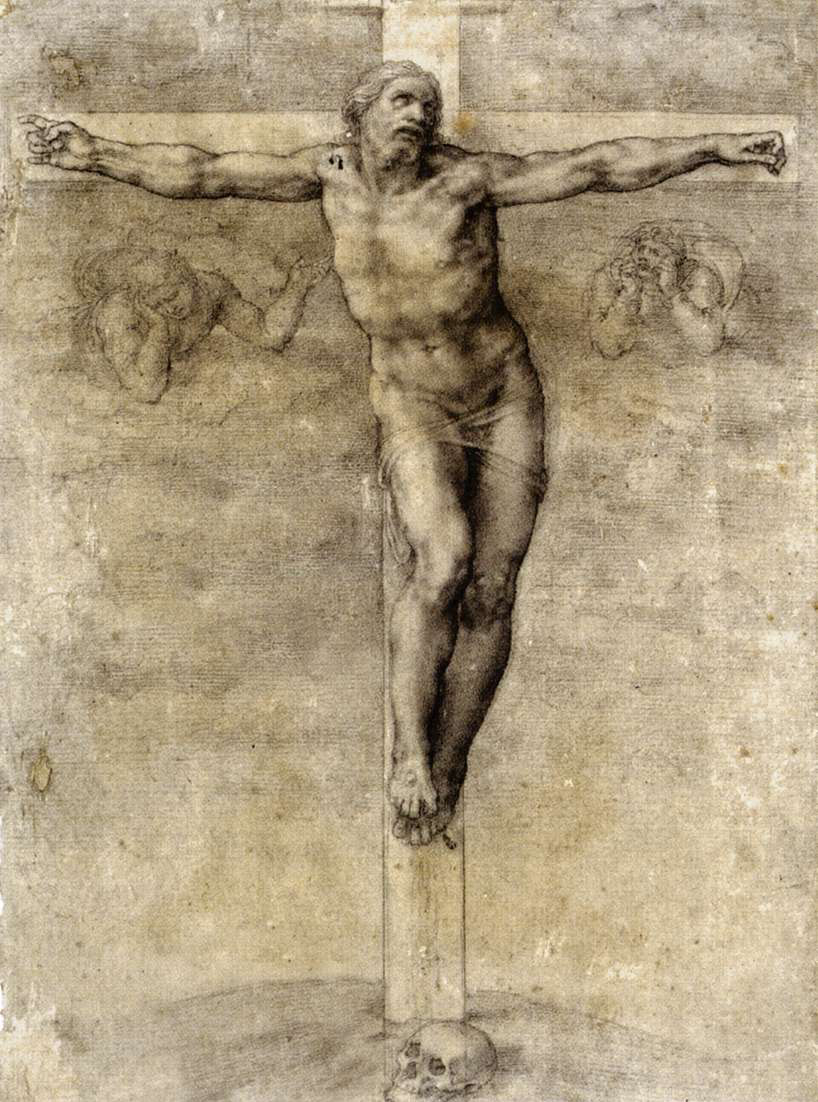
Miguel Ángel Buonarroti, dibujo de Jesús crucificado (ca. 1539 - 1541), destinado a Vittoria Colonna. Museo Británico, Londres.

En 1540, Vittoria Colonna le pidió a Miguel Ángel un pequeño cuadro de la Crucifixión que le ayudara en sus oraciones privadas. Tras presentarle varios bocetos, que se conservan en el Museo Británico y en el Louvre, el artista le pintó un pequeño Calvario. En ese momento sólo eran Cristo, la Virgen y San Juan. En 1547, a la muerte de Vittoria, el pintor recuperó el cuadro y la incluyó como María Magdalena abrazando la cruz de Cristo y portando sobre los hombros un pañuelo como símbolo de su viudez. A pesar de que se perdió el cuadro original, tenemos muchos dibujos y copias hechas por discípulos de Miguel Ángel. Una de esas copias se encuentra en España en la Concatedral de Santa María de la Redonda de Logroño.

## Obra

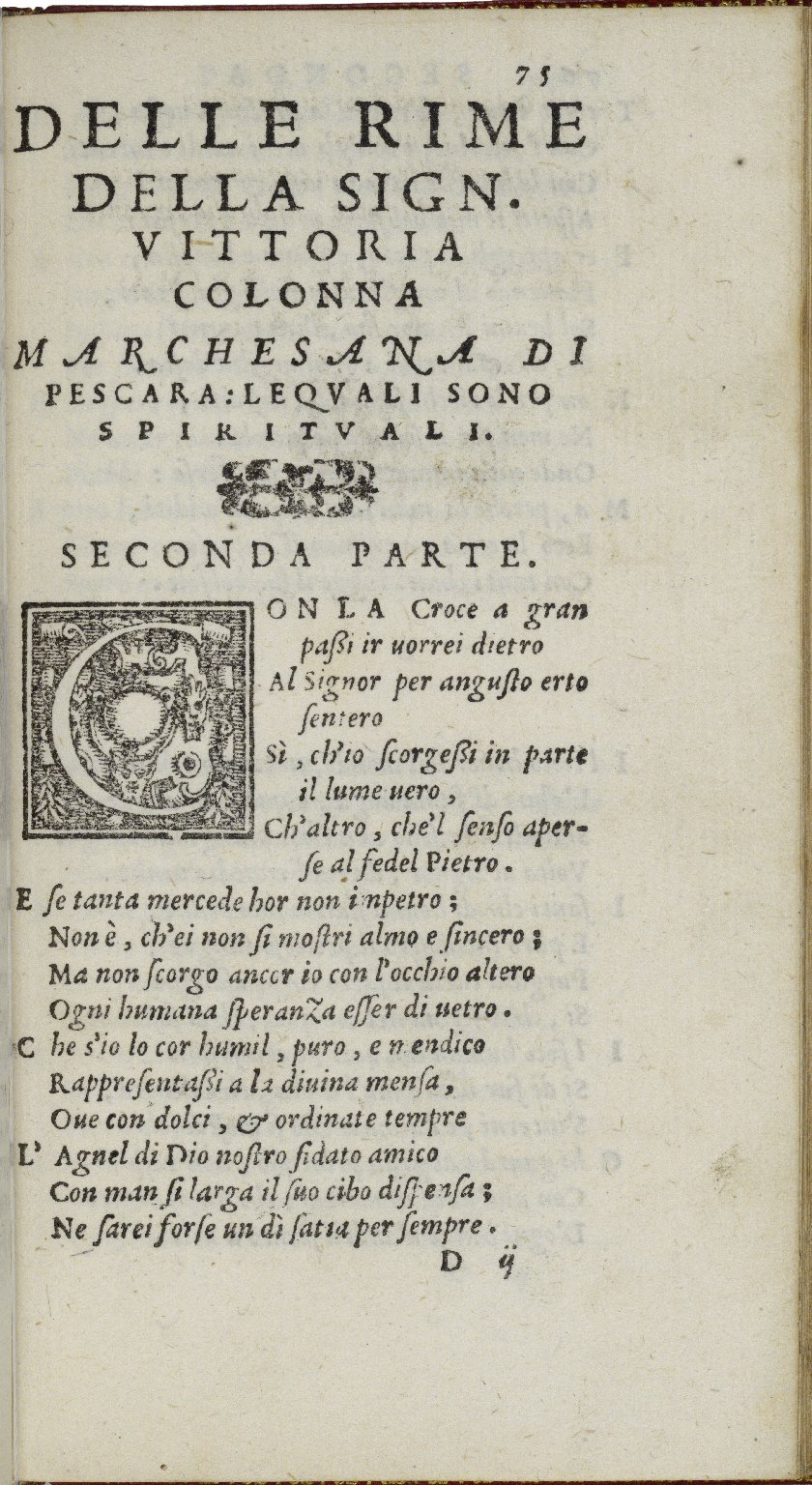
Frontispicio de la edición de poesía de Colonna, 1559.

### Poesía
- Rime de la Divina Vittoria Colonna Marchesa di Pescara. Nuovamente stampato con privilegio (en italiano), Parma: Al Dottisimo Messer Allessandro Vercelli Philippo Pirogallo, 1538.

- Rime de la Diva Vettoria [sic] Colonna, De Pescara inclita Marchesana, Nuovamente [sic] aggiuntovi. XVI. Sonetti Spirituali, & le sue stanze (en italiano), Florence: Nicolo d'Arisotile, detto il Zoppino, da Ferrara, 1539.

- Rime de la Divina Vettoria [sic] Colonna de pescara inclita Marchesana nuovamente aggiuntovi XXIIII. sonetti Spirituali, & le sue stanze, & uno triompho de la croce di Christo non piu stampato con la sua tavola (en italiano), Venice: Per Comin de Trino ad instantia de Nicolo d'Aristotile detto Zoppino, 1540.

- Dichiaratione fatta sopra la seconda parte delle Rime della Divina Vittoria Colonna [sic] Marchesana di Pescara. Da Rinaldo Corso... (en italiano), Bologna: Gianbattista de Phaelli, 1543.

- Le rime spirituali della illustrissima Signora Vittoria Colonna Marchesana di Pescara (en italiano), Venice: Vincenzo Valgrisi, 1546.

#### Publicado póstumamente
- Le rime della Sig. Vittoria Colonna Marchesana Illustrissima di Pescara. Correte per M. Lodovico Dolce (en italiano), Venice: Gabriel Giolito de Ferrari et Fratelli, 1552.

- Pianto della Marchesa di Pescara sopra la passione di Christo. Oratione della medesima sopra l'Ave Maria... etc (en italiano), Bologna: Manutio, 1557.

- Tutte le Rime della Illustriss. et Eccellentiss. Signora Vittoria Colonna, Marchesana di Pescara. Con l'Espositione del Signor Rinaldo Corso, nuovamente mandate in luce da Girolamo Ruscelli (en italiano), Venice: Giovan Battista et Melchior Sessa Fratelli, 1558.

- Pianto della Marchesa di Pescara, sopra la Passione di Christo, con una Oratione della medesima, sopra l'Ave Maria. Oratione fatta il venerdi santo, sopra la passione di Christo (en italiano), In Vinegia appresso Gabriel Giolito de' Ferrari, 1563.

- Quattordeci sonetti spirituali della illustrissima et eccellentissima divina Vittoria Colonna d'Avalos de Aquino Marchesa di Pescara (en italiano), Venice: Scotto, 1580.

- Rime spirituali della S. Vittoria Colonna, Marchesana Illustrissima di Pescara (en italiano), Verona: Discepoli, 1586.

- Alan Bullock, ed. (1982), Rime (en italiano), Rome: Laterza.

- Tobia R. Toscano, ed. (1998), Sonetti in morte di Francesco Ferrante d'Avalos, marchese di Pescara: edizione del ms. XII.G.43 della Biblioteca Nazionale di Napoli (en italiano), Milan: Mondadori.

- Abigail Brundin, ed. (2005), Sonnets for Michelangelo (en inglés, italiano), Chicago, IL: University of Chicago Press.

## Traducciones al español
- Tres poetisas italianas del Renacimiento: Vittoria Colonna, Gaspara Stampa, Chiara Matraini. Traducción: Luis Martínez de Merlo. Madrid, Hiperión, 1988. ISBN 84-7517-233-4.